# Comte des digues
Le comte des digues (en néerlandais Dijkgraaf, en allemand Oberdeichgraf) est le chef du conseil établi pour la visite et l’entretien des Digues. Cette expression, remontant au Moyen Âge, était en usage tant dans les Anciens-Pays Bas du Nord et du Sud qu’en Frise et en Allemagne littorale.
Actuellement le terme est toujours en usage en France et en Belgique et la fonction est toujours exercée dans les départements du Nord, ancienne Flandre française.
Le roman de Marie Gevers, La comtesse des digues, a rendu ces mots célèbres.
Dans les terres de polders qui exigent une surveillance continue du travail et des assauts de la mer, une solide organisation citoyenne a été mise sur place dès 1300 par les comtes de Flandre et, son efficacité ayant fait ses preuves, elle est restée presque inchangée jusqu'à nos jours. Elle est formée de riverains qui élisent comme responsable le "comte des digues" et qui siègent en séance sur les digues mêmes.